# SES World Skies
SES World Skies war ein niederländischer Satellitenbetreiber mit Sitz in Den Haag, welcher von 2009 bis 2011 bestand. Er ist Teil der SES S.A.-Holding.

## Geschichte
SES New Skies ging 1998 als Spin-off unter dem Namen New Skies Satellites N.V. aus der damals noch nicht privatisierten Intelsat hervor. Registriert war die Gesellschaft auf den Bermudas und wurde im Jahr 2000 an die Börse (NYSE, AEX: NSK) gebracht. Im Dezember 2005 wurde die Firma von SES Global aufgekauft und im September 2006 wurde sie in SES New Skies umbenannt.
Im Juli 2008 gab SES die Zusammenlegung ihrer beiden Tochterunternehmen, SES Americom und SES New Skies, unter der Führung von Robert Bednarek bekannt. Bednarek ist seit Oktober 2006 Präsident und CEO von SES New Skies und nach der Zusammenlegung auch von SES World Skies. Am 7. September 2009 wurde die neue Firmenbezeichnung SES World Skies bekanntgegeben.
Im September 2011 fusionierte SES World Skies mit SES Astra zur SES S.A., um ein zentrales Managingsystem zu schaffen.

## Satellitenflotte
Stand der Listen: 31. Dezember 2021

### AMC-Flotte
Alle AMC-Satelliten sind ehemalige Satelliten von SES Americom und sind bzw. waren über Amerika positioniert. Die meisten decken große Teile von Nordamerika ab.
| Satellit  | Andere Bezeichnungen | Position   | Satellitenbus                         | Transponder             | Startdatum (UTC)   | Trägerrakete      | Anmerkungen                                |
| Aktiv:    | Aktiv:               | Aktiv:     | Aktiv:                                | Aktiv:                  | Aktiv:             | Aktiv:            | Aktiv:                                     |
| --------- | -------------------- | ---------- | ------------------------------------- | ----------------------- | ------------------ | ----------------- | ------------------------------------------ |
| AMC-4     | GE-4                 | 135° West  | A2100AX (Lockheed Martin)             | 24 C-Band, 24+4 Ku-Band | 13. November 1999  | Ariane 44LP       |                                            |
| AMC-6     | GE-6, Rainbow 2      | 139° West  | A2100AX (Lockheed Martin)             | 24 C-Band, 24+4 Ku-Band | 22. Oktober 2000   | Proton-K/Blok-DM2 |                                            |
| AMC-11    | GE-11                | 131° West  | A2100A (Lockheed Martin)              | 24 C-Band               | 19. Mai 2004       | Atlas IIAS        |                                            |
| AMC-15    |                      | 105° West  | A2100AXS (Lockheed Martin)            | 24 Ku-Band, 12 Ka-Band  | 15. Oktober 2004   | Proton-M/Bris-M   |                                            |
| AMC-18    |                      | 105° West  | A2100A (Lockheed Martin)              | 24 C-Band               | 8. Dezember 2006   | Ariane 5 ECA      |                                            |
| AMC-21    |                      | 125° West  | STAR-2 (Orbital Sciences Corporation) | 24 Ku-Band              | 14. August 2008    | Ariane 5 ECA      |                                            |
| Inaktiv:  |                      |            |                                       |                         |                    |                   |                                            |
| AMC-1     | GE-1                 | 131° West  | A2100A (Lockheed Martin)              | 24 C-Band, 24 Ku-Band   | 8. September 1996  | Atlas IIA         |                                            |
| AMC-2     | GE-2                 | 85° West   | A2100A (Lockheed Martin)              | 24 C-Band, 24 Ku-Band   | 30. Januar 1997    | Ariane 44L        |                                            |
| AMC-3     | GE-3, Eagle 1        | 72° West   | A2100A (Lockheed Martin)              | 24 C-Band, 24 Ku-Band   | 4. September 1997  | Atlas IIAS        |                                            |
| AMC-5     | GE-5, Nahuel 1B      | 79° West   | Spacebus 2000 (Aérospatiale)          | 16 Ku-Band              | 28. Oktober 1998   | Ariane 44L        |                                            |
| AMC-7     | GE-7                 | 151,5° Ost | A2100A (Lockheed Martin)              | 24 C-Band               | 14. September 2000 | Ariane 5G         |                                            |
| AMC-8     | GE-8, Aurora 3       | 135° West  | A2100A (Lockheed Martin)              | 24 C-Band               | 19. Dezember 2000  | Ariane 5G         |                                            |
| AMC-9     | GE-12                | 83° West   | Spacebus 3000B3 (Alcatel Space)       | 24 C-Band, 24 Ku-Band   | 7. Juni 2003       | Proton-K/Bris-M   | Ausfall im Juni 2017                       |
| AMC-10    | GE-10                | 135° West  | A2100A (Lockheed Martin)              | 24 C-Band               | 5. Februar 2004    | Atlas IIAS        |                                            |
| AMC-14    |                      | 61,5° West | A2100AXS (Lockheed Martin)            | 32 Ku-Band              | 14. März 2008      | Proton-M/Bris-M   | Fehlstart; zu niedrige Umlaufbahn erreicht |
| AMC-16    |                      | 85° West   | A2100AXS (Lockheed Martin)            | 24 Ku-Band, 12 Ka-Band  | 17. Dezember 2004  | Atlas V (521)     |                                            |
| Satcom C3 |                      | 79° West   | AS-3000 (Martin Marietta)             | 24+4 C-Band             | 10. September 1992 | Ariane 44LP       |                                            |

### NSS-Flotte
| Satellit | Andere Bezeichnungen           | Position          | Satellitenbus                         | Transponder           | Startdatum (UTC)   | Trägerrakete      | Anmerkungen                  |
| Aktiv:   | Aktiv:                         | Aktiv:            | Aktiv:                                | Aktiv:                | Aktiv:             | Aktiv:            | Aktiv:                       |
| -------- | ------------------------------ | ----------------- | ------------------------------------- | --------------------- | ------------------ | ----------------- | ---------------------------- |
| NSS-6    |                                | 169,5° West       | A2100AX (Lockheed Martin)             | 50 Ku-Band            | 17. Dezember 2002  | Ariane 44L        |                              |
| NSS-7    |                                | 19,9° West        | A2100AX (Lockheed Martin)             | 36 C-Band, 36 Ku-Band | 16. April 2002     | Ariane 44L        |                              |
| NSS-9    |                                | 176,9° West       | STAR-2 (Orbital Sciences Corporation) | 28 C-Band             | 12. Februar 2009   | Ariane 5 ECA      |                              |
| NSS-10   | AMC-12, Astra 4A, Star One C12 | 37,4° West        | Spacebus 4000C3 (Alcatel Space)       | 72 C-Band             | 3. Februar 2005    | Proton-K/Bris-M   |                              |
| NSS-11   | GE-1A, AAP-1, Worldsat 1       | 176° Ost          | A2100AX (Lockheed Martin)             | 28 Ku-Band            | 1. Oktober 2000    | Proton-K/Blok-DM3 |                              |
| NSS-12   |                                | 57° Ost           | SSL-1300 (Space Systems/Loral)        | 40 C-Band, 48 Ku-Band | 29. Oktober 2009   | Ariane 5 ECA      |                              |
| Inaktiv: |                                |                   |                                       |                       |                    |                   |                              |
| NSS-5    | Intelsat 803, NSS-803          | 50,5° Ost         | AS-7000 (Lockheed Martin)             | 38 C-Band, 6 Ku-Band  | 23. September 1997 | Ariane 42L        |                              |
| NSS-8    |                                | 57° Ost (geplant) | BSS-702 (Boeing Satellite Systems)    | 46 C-Band, 42 Ku-Band | 30. Januar 2007    | Zenit-3SL         | Rakete beim Start explodiert |
| NSS-513  | Intelsat VA F-13, Intelsat 513 | 177° West         | Intelsat-V-Bus (Ford Aerospace)       | 26 C-Band, 6 Ku-Band  | 18. Mai 1988       | Ariane 2          | Im Juli 2003 deaktiviert     |
| NSS-703  | Intelsat 703                   | 57° Ost           | SSL-1300 (Space Systems/Loral)        | 26 C-Band, 10 Ku-Band | 6. Oktober 1994    | Atlas IIAS        | Im Oktober 2014 deaktiviert  |
| NSS-806  | Intelsat 806                   | 40,5° West        | AS-7000 (Lockheed Martin)             | 28 C-Band, 3 Ku-Band  | 27. Februar 1998   | Atlas IIAS        | im August 2018 deaktiviert   |
| NSS-K    | Intelsat K, Satcom K4          | 21,5° West        | AS-5000 (Lockheed Martin)             | 16 Ku-Band            | 10. Juni 1992      | Atlas IIA         | Im August 2002 deaktiviert   |

Damit sind NSS-6, NSS-7, NSS-9, NSS-10, NSS-11 und NSS-12 die derzeit noch aktiven Satelliten der SES New Skies.
Die Satelliten von New Skies arbeiten ausschließlich in den kommerziellen Frequenzbändern Ku-Band und C-Band. Sie werden für Sprach- und Datenverkehr sowie Fernsehübertragungen und zunehmend Internet genutzt.
Der Satellit NSS-8, mit fast sechs Tonnen Nutzlast, 92 Transpondern, neun C- und Ku-Band-Spots, einem der größten kommerziellen Satelliten überhaupt, sollte am 30. Januar 2007 mit einer Zenit-3-SL-Rakete von Sea Launch gestartet werden und NSS-703 ersetzen. Durch eine Fehlfunktion explodierte die Rakete auf der Startplattform und der Satellit ging verloren. Damit wird NSS-703 weiter auf seiner Position bleiben. Der am 12. Februar 2009 gestartete neue Satellit NSS-9 soll über dem Pazifik positioniert werden, so dass NSS-5 zur Position 57° Ost verschoben werden und NSS-703 ersetzen kann.

### SES-Satelliten
Des Weiteren betrieb SES World Skies noch sechs der Satelliten der SES-Serie. Ab SES-7 wurden die Satelliten von der SES S.A. betrieben.
| Satellit | Andere Bezeichnungen    | Position    | Satellitenbus                           | Transponder                      | Startdatum (UTC)   | Trägerrakete    | Anmerkungen |
| Aktiv:   | Aktiv:                  | Aktiv:      | Aktiv:                                  | Aktiv:                           | Aktiv:             | Aktiv:          | Aktiv:      |
| -------- | ----------------------- | ----------- | --------------------------------------- | -------------------------------- | ------------------ | --------------- | ----------- |
| SES-1    | AMC-4R, AMC-1R, AMC-5RR | 101° West   | STAR-2.4 (Orbital Sciences Corporation) | 24 C-Band, 24 Ku-Band, 2 Ka-Band | 24. April 2010     | Proton-M/Bris-M |             |
| SES-2    | AMC-5R                  | 87° West    | STAR-2.4 (Orbital Sciences Corporation) | 24 C-Band, 24 Ku-Band, 2 Ka-Band | 21. September 2011 | Ariane 5 ECA    |             |
| SES-3    | AMC Ground Spare        | 102,9° West | STAR-2.4 (Orbital Sciences Corporation) | 24 C-Band, 24 Ku-Band, 2 Ka-Band | 15. Juli 2011      | Proton-M/Bris-M |             |
| SES-4    | NSS-14                  | 22° West    | SSL-1300 (Space Systems/Loral)          | 52 C-Band, 72 Ku-Band            | 14. Februar 2012   | Proton-M/Bris-M |             |
| SES-5    | Astra 4B, Sirius 5      | 5° Ost      | SSL-1300 (Space Systems/Loral)          | 24 C-Band, 36 Ku-Band            | 9. Juli 2012       | Proton-M/Bris-M |             |
| SES-6    |                         | 40,5° West  | Eurostar 3000 (EADS Astrium)            | 38 C-Band, 36 Ku-Band            | 3. Juni 2013       | Proton-M/Bris-M |             |